# František Bronislav Kořínek
František Bronislav Kořínek (27. srpna 1831 Křídla - 19. listopadu 1874 Praha) byl český spisovatel, literární historik, publicista a překladatel.

## Život
Vystudoval historii na filozofické fakultě Univerzity Karlovy, působil jako gymnaziální učitel na různých rakousko-uherských školách. Už ve studentském období psal do různých časopisů články o české literatuře, publikoval také překlady z polštiny (Mickiewicz, Czajkowski) a ruštiny (Lermontov). Psal také (jako gymnaziální profesor v Záhřebu, tehdy uherském) články a fejetony o současné politické situaci v Rakousku-Uhersku, přičemž se domníval, že Češi mohou získat větší politická práva pouze politickou cestou a kritizoval poměry v Uhrách a maďarskou politiku. Jako publicista byl velmi oceňován, byl dokonce srovnáván s Havlíčkem, nicméně vzhledem ke své kritice uherské politiky byl z Uher v roce 1867 vypovězen. Pracoval pak v redakci pražských Národních listů. Přispíval do časopisů Čas, Lumír, Obroda, Obzor a do Českých novin. Psal hesla z dějin české a slovanské literatury do Riegrova naučného slovníku.
Byl také zvolen poslancem českého sněmu, kde zastával spíše umírněnější politické názory. V srpnu 1868 patřil mezi 81 signatářů státoprávní deklarace českých poslanců, v níž česká politická reprezentace odmítla centralistické směřování státu a hájila české státní právo.
V roce 1870 se stal redaktorem Moravské Orlice, brzy se ale vrátil zpět do Národních listů. Od roku 1871 do smrti pracoval opět jako gymnaziální profesor v Praze. Byl jednou z nejvýznamnějších a nejuznávanějších publicistických osobností své doby.

### Rodinný život
František Kořínek byl ženat s Christinou, rozenou Veselou (1833–1891), se kterou měl tři syny (jeden zemřel předčasně) a dceru. Je pohřben na Malostranském hřbitově na Smíchově.

## Dílo
- Obraz světa slovanského s hlediště politicko-národního, Svazek první, Sousedé Slovanův; V Praze,nákladem Spolku pro vydávání laciných kněh českých, 1867, 1868, 1869)
- Obraz světa slovanského s hlediště politicko-národního, Svazek druhý (V Praze, nákladem Spolku pro vydávání laciných kněh českých, 1868)
- Věk Albrechta z Valdštýna (V Praze, Nákladem spolku pro vydávání laciných knih českých, 1870)

### Pseudonym a šifry
- Od Sávy
- B.K., F.B.K.

### Překlady
- Mcyri, báseň, Michail Jurjevič Lermontov, in: Časopis Českého museum, 1863
- Vernyhora, věštec ukrajinský (historická pověst z roku 1768, autor Michal Czajkowski; V Praze, Tisk a sklad Kat. Jeřábkové, 1852)